# Germán Yáñez
Germán Guillermo Yáñez León (Tarma, 1883-Lima, 1951) fue un militar peruano. Fue ministro de Justicia, Instrucción, Culto y Beneficencia por dos horas entre el  24 y 25 de agosto de 1930, siendo miembro del último gabinete ministerial del gobierno de Augusto B. Leguía u Oncenio.

## Biografía
En 1901 ingresó como alumno a la División Superior de la Escuela Militar de Chorrillos, de la que egresó en 1902 como alférez de artillería. Ascendió a teniente (1904), capitán (1912), mayor (1917), teniente coronel y coronel (1928).
Participó en diversas comisiones. En 1914 fue miembro de la comisión receptora de armamentos que actuó en Francia. Fue enviado a Europa en misión de estudios.
Tuvo los siguientes mandos: primer jefe del regimiento de artillería de montaña N.º 2; jefe del Estado Mayor de la 4.º División; jefe de la 3.º sección del Estado Mayor General; y jefe del Estado Mayor General. Fue también director de la sección de armamentos y arsenales; y director de la administración militar.
En la medianoche del 24 de agosto de 1930, Yáñez fue convocado de urgencia por el presidente Augusto Leguía para que formara parte de su gabinete ministerial, en calidad ministro de Justicia, Culto e Instrucción. Ello debido a la crisis política desatada por la sublevación del comandante Luis Sánchez Cerro en Arequipa y el descontento generalizado de la ciudadanía contra Leguía. Dicho gabinete, conformado por elementos militares, juró de madrugada y estaba presidido por el general Fernando Sarmiento como ministro de Guerra, y lo completaban: el capitán de navío Julio Goicochea Álvarez (Relaciones Exteriores), el coronel Roberto López (Gobierno), el coronel Ernesto Montagne Markholz (Hacienda) y el coronel Eulogio Castillo (Fomento).
Sin embargo, el gabinete Sarmiento duró apenas dos horas, pues los altos mandos militares de las guarniciones de Lima, encabezados por el general Manuel Ponce, obligaron a Leguía a renunciar (25 de agosto de 1930). Se conformó entonces una Junta Militar de Gobierno presidida por el mismo Ponce, que a los pocos días daría pase a otra presidida por Sánchez Cerro.
En 1940 fue ascendido al rango de general de Brigada, por ley del Congreso, durante el primer gobierno de Manuel Prado Ugarteche.
Participó en la guerra contra Ecuador de 1941, acompañando al general (luego mariscal) Eloy Ureta en calidad de inspector general del ejército.
Fue además subdirector del Servicio Geográfico del Ejército; de la Escuela Militar de Chorrillos; y de la Escuela Superior de Guerra. Y por encargo del ejército redactó un folleto sobre la campaña de Ayacucho.